# 安倍重任
安倍 重任（あべ の しげとう）は、平安時代中期の武将。安倍頼時の子。安倍北浦六郎重任とも。奥州藤原氏初代藤原清衡は甥にあたる。

## 登場作品
- 炎立つ (1993年-1994年、NHK大河ドラマ)、演 : 松田敏幸